# 朱家坬乡
朱家坬乡是中国陕西省榆林市佳县下辖的一个乡。

## 行政区划
朱家坬乡下辖以下行政区：
朱家坬村、武家峁村、强家村、马连湾村、脑畔圪塔村、贺家峁村、刘家沟村、刘家坬村、薛家元村、白家墕村、丰家山村、桑墕村、泥河沟村、崖畔村、沙湾村、土沟村、前何家坬村、上何家坬村、前吕岩村、南吕岩村、后吕岩村、长沟村、楼墕村、寨渠村、高家坬村、暖渠山村、申沟村、庙峁村、刘长村、刘贤村、李家坬村、郑家坬村、安余梁村